# 克雷吉本山脈
克雷吉本山脈（Craigieburn Range）是新西兰南岛南阿爾卑斯山脈的一部分。该山脉位于怀马卡里里河南岸，亚瑟山口以南，73号国道以西。
在克雷吉本山脈從北到南有許多山峰，分別為：       
- Baldy Hill1,834（6,017英尺）
- 汉密尔顿峰（Hamilton Peak ）1,922（6,306英尺）
- Nervous Knob1,820（5,970英尺）
- 壁挂山（Mount Wall）1,874（6,148英尺）
- 考山（Mount Cockayne）1,874（6,148英尺）
- 芝士山（Mount Cheeseman）2,031（6,663英尺）
- 奥林匹斯山（Mount Olympus）2,094（6,870英尺）[2]
- 伊扎德山（Mount Izard）2,019（6,624英尺）以威廉·伊扎德（1851–1940）的名字命名
- 克劳斯利山（Mount Cloudesley）2,107（6,913英尺）
- Mount Enys2,194（7,198英尺）
- 卡恩·布雷亚（Carn Brea）2,090（6,860英尺）
- 威利斯峰（Willis Peak）1,962（6,437英尺）以Paul Hedley Willis（1941-2011 名字命名[3]
- 蓝山（Blue Hill）1,946（6,385英尺）